# Drosophila bipectinata
Drosophila bipectinata är en tvåvingeart som beskrevs av Oswald Duda 1923. Drosophila bipectinata ingår i släktet Drosophila och familjen daggflugor.
Arten är vida spridd kring stillahavsområdet och södra Asien. Arten har hittats i Indien.